# محمدرضا کشاورزی

محمدرضا کشاورزی با ملیت کشور ایران، 21 سال (3 ژوئن 2003) سن دارد، محمدرضا کشاورزی به عنوان هافبک برای تیم خود بازی می‌کند و از پای راست خود به خوبی بهره می‌گیرد.
محمدرضا کشاورزی (زادهٔ ‎۵ بهمن ۱۳۸۲) یک بازیکن فوتبال اهل ایران است که در پست هافبک وسط برای باشگاه فوتبال فولاد خوزستان در لیگ برتر خلیج فارس بازی می کند.